# دوبچا
دوبچا (به لهستانی:  Dobcza) یک روستا در لهستان است که در گمینا ادامووکا واقع شده‌است. دوبچا ۲۵۰ نفر جمعیت دارد.